# Benny Fredriksson
Benny Fredriksson (Estocolmo, 2 de julio de 1959-Sídney, 17 de marzo de 2018) fue un actor y director de teatro sueco.
Creció en Hägersten con su padre, Nils Holger Fredriksson y madre, Ulla Maria Fredriksson. Estudió en la escuela de arte dramático de su ciudad natal entre 1979-82, el Statens Scenskola. Trabajó como actor y luego director de la Kungliga Operan, Göteborgs stadsteater, Riksteatern, Drottningholms Slottsteate. Fue director del Parkteatern hasta 2002.
Desde 2002 hasta su renuncia en 2017 debido a fuertes críticas de la prensa, fue director general del Teatro de la Ciudad de Estocolmo, Suecia.

## Vida personal
Desde 1989 casado con la mezzosoprano sueca Anne Sofie von Otter, con quien tuvo dos hijos: Hjalmar y Fabian. Después de su renuncia al cargo de director del teatro de la capital sueca, Fredriksson se suicidó el 17 de marzo de 2018 durante unas vacaciones en Sídney, Australia.